# Heinrich Barth
Pour les articles homonymes, voir Barth (homonymie).
Heinrich Barth (né le 16 février 1821 à Hambourg - mort le 25 novembre 1865 à Berlin) est un explorateur de l'Afrique occidentale, mais aussi un linguiste, géographe, ethnologue et anthropologue allemand. Au cours d'une expédition organisée par le gouvernement britannique de 1849 à 1855 il subit les plus rudes épreuves pendant un voyage de près de 5 ans (1850-1855), sous un climat accablant et parmi des populations inconnues des européens et vit tomber autour de lui les deux autres membres de l'expédition. Après Alexander Gordon Laing et René Caillié, il fut le troisième explorateur européen à atteindre Tombouctou, en 1853. Il résolut l'énigme du lac Tchad et fut le premier européen à décrire la boucle du fleuve Niger.

## Biographie
Il voyagea en Italie en 1840, et de 1845 à 1848 exécuta autour de la Méditerranée un voyage archéologique, dont il publia le récit sous le titre Explorations des côtes de la Méditerranée (Berlin, 1849).
En 1849, il se joignit à l'expédition commerciale et scientifique dans le Soudan organisée par le gouvernement britannique qui en avait confié la direction au pasteur protestant James Richardson (1806-1851), évangélisateur et anti-esclavagiste. Le troisième membre du groupe était le géologue Adolf Overweg (1822-1852).

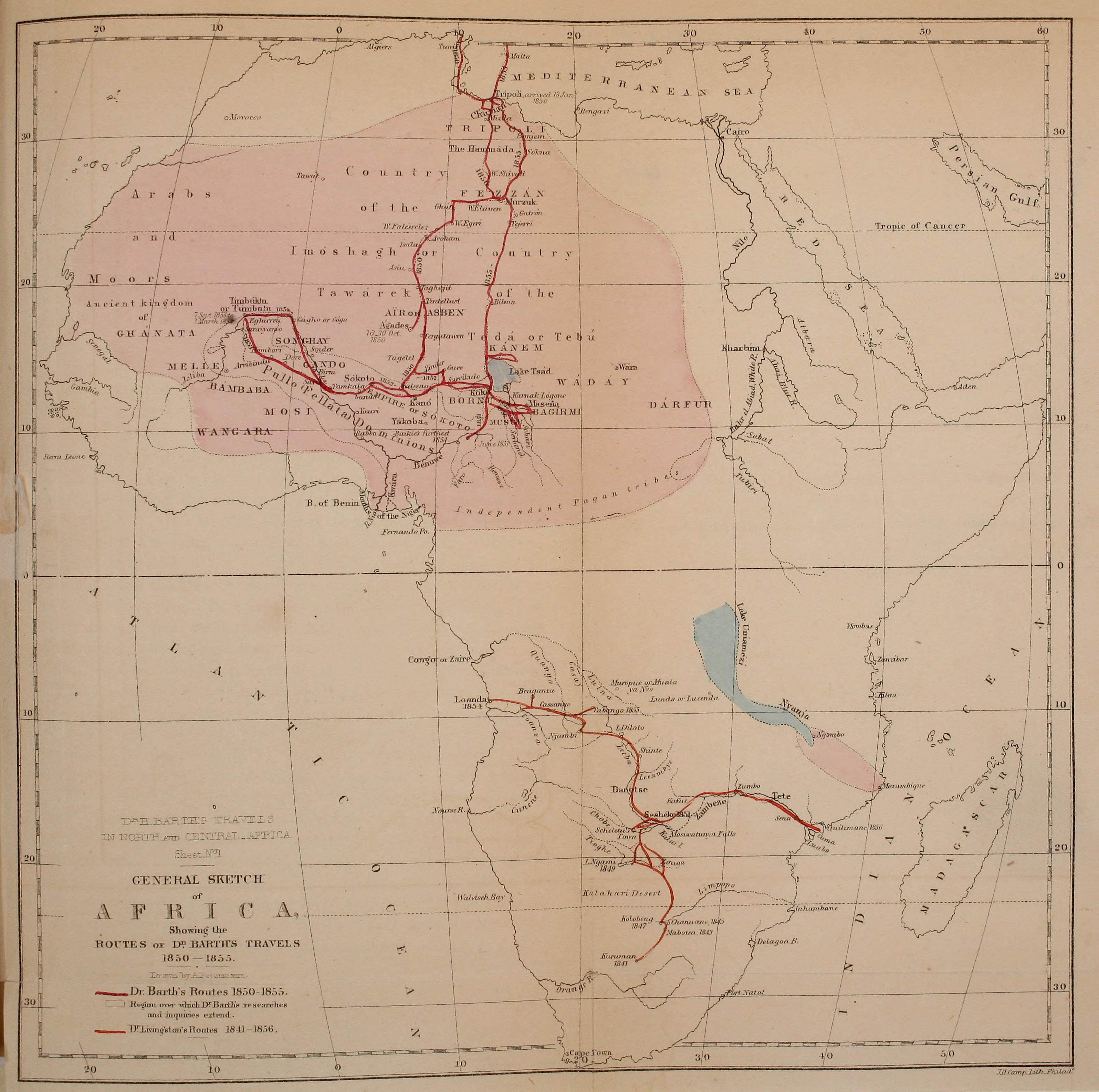
Voyage de Barth de 1850 à 1855

Partie de Tripoli le 2 avril 1850, l'expédition traversa le Sahara pour rejoindre le Soudan en passant par Ghat puis en traversant le Tassili n'Ajjer. En chemin, Barth, qui s'était écarté du reste de l'expédition, s'égara et faillit mourir. En septembre, ils atteignirent les montagnes de l'Aïr, dont Barth étudia les populations touaregs. Il fut le premier chrétien à en visiter la ville la plus importante, Agadès. En janvier 1851, les trois membres de l'expédition, dont les relations étaient houleuses, se séparèrent.
Barth partit en direction de la ville de Kano, capitale haoussa, qu'il atteint en février 1851. Kano était un important marché d'esclaves et ce commerce indigna Barth. Après avoir quitté cette ville, il apprit la mort de Richardson. À Kouka, Barth se lia d'amitié avec le Cheikh Umar I ibn Muhammad al-Amin, qui lui offrit sa protection et accepta de signer un traité commercial avec l'Angleterre. Entre-temps il avait retrouvé Overweg, qui avait exploré les rives du lac Tchad, mais ce dernier mourut en septembre 1852, terrassé par la maladie. Loin de se décourager, Barth partit alors en direction de l'ouest et atteignit Sokoto puis Gando, où il découvrit  le manuscrit du Tarikh es-Sudan (Histoire du Soudan), écrit par Abderrahmane Es Saâdi à Tombouctou au XVIIe siècle. C'est une véritable révélation pour Barth, l'Afrique a une histoire.

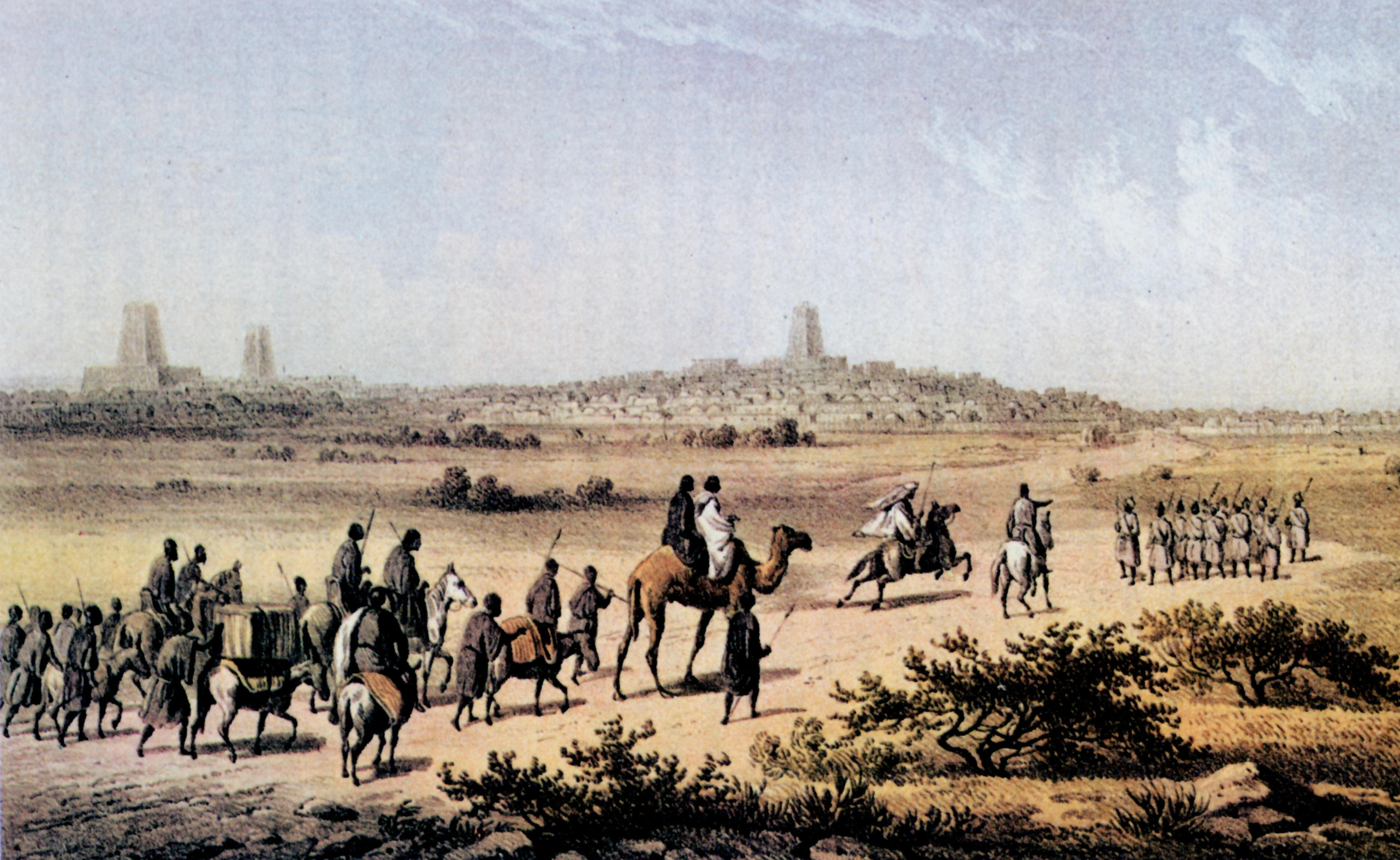
Arrivée de Barth à Tombouctou

En 1853, il se retrouva dans une région hostile et changea d'identité, se faisant passer pour un musulman et prenant le nom d'Abdel Karim. En septembre 1853, il atteignit le port de Tombouctou. Durant son séjour dans cette ville, la situation politique changea. En effet, les Arnas perdirent le pouvoir face à l'invasion musulmane des gens du Macina, poussés par le Djihad. Le Macina pratiquait une politique très répressive envers les chrétiens auxquels l'accès de Tombouctou était interdit. C'est ainsi que Barth demanda une protection religieuse, auprès du cheikh El Bakkay, un homme très influent à Tombouctou, à qui il révéla sa véritable identité. El Bakkay prit énormément de risques pour empêcher que Barth ne soit assassiné. En décembre 1853, lorsque l'individu qui devait le tuer mourut soudainement, la population, impressionnée, le laissa en paix. Une forte amitié se tissa entre El Bakkay et Barth, ce qui permit à ce dernier d'étudier davantage Tombouctou. En mai 1854, il quitta la ville et entreprit un voyage de retour semé d'embûches. Il ne regagna Tripoli que le 17 août 1855.
Parmi les Africains qui sont ses serviteurs pendant ce voyage, deux d'entre eux, Abbega et Dorugu, l'accompagnent ensuite en Europe,. 
À son retour, il publia un nombre considérable de documents nouveaux et intéressants sur ces contrées : Voyages et descriptions au nord et au centre de l'Afrique (1857-1858), 5 volumes in-8, anglais et allemand ; il n'en a été publié en français qu'un extrait d'après un abrégé allemand ; Vocabulaire des langues de l'Afrique centrale (en allemand et anglais, 1862, 2 volumes, in-8).